# Referèndum constitucional francès a Mauritània-Senegal d'octubre de 1946
El 13 d'octubre de 1946 es va celebrar un referèndum constitucional a Mauritània i el Senegal com a part d'un referèndum constitucional francès més ampli. La nova constitució proposada va ser aprovada pel 92% dels votants dels dos territoris i el 57,4% de la votació total. La participació dels votants va ser del 60,4%.